# Morton Deutsch
Morton Deutsch, ameriški psiholog, * 4. februar 1920, New York, ZDA, † 13. marec 2017.
Na področju socialne psihologije se je ukvarjal z raziskovanjem reševanja konfliktov.
1. 1 2 3  http://www.tc.columbia.edu/articles/2017/march/tc-mourns-morton-deutsch/
2. ↑  SNAC — 2010.
3. ↑  Педагоги и психологи мира — 2012.
4. ↑  http://www.humiliationstudies.org/documents/DeutschRemembrance2017.pdf